# Perus demografi
Peru er ét af kun tre latinamerikanske lande, hvis største befolkningsgruppe består af indfødte amerikanere, hvoraf 45% er klassificeret som disse. De fleste lever i de sydlige Andesbjerge, selv om en stor del også lever ved den sydlige og centrale kyst pga. den massive migration for nyt arbejde fra regionerne i Andesbjergene til byerne nær kysten, især Lima, i løbet af de sidste fire årtier. Mens Andesbjergene er "hjertet" af de indfødtes Peru, repræsenterer Amazonregnskoven 60% af landets nationale territorium og rummer en bred varietet af indfødte grupper. 

## Demografiske data

### Aldersstruktur
0-14 år: 30.9% (drenge 4.456.195; piger 4.300.233)
15-64 år: 63.7% (mænd  9.078.123; kvinder 8.961.981)
65 år og over: 5.3% (mænd 709,763; kvinder 796.308) (2006)

### Medianalder
Samlet: 16 år
mænd: 15.3 år
kvinder: 16.6 år

### Befolkningstilvækst
1.32% (2006)

### Fødselsrate
20.48 fødsler/1.000 indbyggere (2006)

### Dødsrate
6.23 dødsfald/1.000 indbyggere (2006)

### Nettoindvandring
-1.01 indvandrere/1.000 indbyggere (2006)

### Mænd/Kvinderate
ved fødsel: 1.05 mænd/kvinder
under 15 år: 1.04 mænd/kvinder
15-64 år: 1.01 mænd/kvinder
65 år og over: 0.89 mænd/kvinder
samlet for befolkningen: 1.01 mænd/kvinder (2006)

### Forventet levetid ved fødslen
samlet for befolkningen: 69.84 år
mænd: 68.05 år
kvinder: 71.71 år (2006)

### Fertilitetsrate
2.51 barn pr. kvinde (2006)

### Etniske grupper
Indfødte amerikanere, mestizo, hvide, sorte, japanere, kinesere.

### Religion
Romersk-katolske 81%, Syvende Dags Adventister 1.4%, andre kristne 0.7%, jøder 0.01%, buddhister 4%, uspecificeret eller ingen 12.9% (2003).

### Sprog
Spansk 80% (officielt), quechua (officielt) 16%, aymara 2% og et stort antal amazoniske sprog.

### Læsefærdigheder
definition: over 15 år kan læse og skrive
samlet for befolkningen: 87.7%
mænd: 93.5%
kvinder: 82.1% (2004)